# Lorraine Nicholson
Lorraine Broussard Nicholson (Los Ángeles, California, 16 de abril de 1990) es una actriz y directora de cine estadounidense. Es reconocida por interpretar a Alana Blanchard en la película biográfica Soul Surfer (2011).
Es hija de los actores Jack Nicholson y Rebecca Broussard, y hermana del también actor Ray Nicholson.

## Carrera
La primera aparición de Nicholson en pantalla fue como extra, a los 13 años, en la película Something's Gotta Give.
Nicholson fue nombrada Miss Globo de Oro en la ceremonia de los Premios Globo de Oro de 2007. En 2008, prestó su voz a Katie en la película animada Fly Me to the Moon.
Después de papeles en su mayoría menores como actriz infantil, Nicholson consiguió su primer papel importante en Soul Surfer, interpretando a la mejor amiga de Bethany Hamilton, Alana Blanchard. Como Blanchard era una surfista competitiva, Nicholson tuvo que tomar un curso intensivo de surf.
Nicholson protagonizó Anonymous (2016), interpretando a un hacker experto.
Nicholson escribió, produjo y dirigió un drama de 15 minutos sobre la mayoría de edad titulado The Instant Message. Más tarde dirigió y escribió un cortometraje titulado This Magic Moment. En 2017, Nicholson lanzó su tercer cortometraje, Life Boat, que se estrenó en el Festival de Cine de Tribeca de 2017.
En 2017, Nicholson fue aceptada en el Taller de Dirección para Mujeres del AFI, un programa de tutoría y educación orientado a la realización cinematográfica femenina.

## Filmografía

### Cine
| Año  | Título                                   | Director                            | Rol       | Rol        | Rol   | Rol       | Rol               | Nota         |
| Año  | Título                                   | Director                            | Dirección | Producción | Guion | Actuación | Papel             | Nota         |
| ---- | ---------------------------------------- | ----------------------------------- | --------- | ---------- | ----- | --------- | ----------------- | ------------ |
| 2003 | Something's Gotta Give                   | Nancy Meyers                        |           |            |       | Sí        | Joven del mercado | [ 8 ]        |
| 2004 | The Princess Diaries 2: Royal Engagement | Garry Marshall                      |           |            |       | Sí        | Princesa Lorraine | [ 9 ]        |
| 2006 | Click                                    | Frank Coraci                        |           |            |       | Sí        | Samantha Newman   | [ 10 ]       |
| 2007 | Fly Me to the Moon                       | Ver listaBen Stassen Mimi Maynard   |           |            |       | Sí        | Katie (voz)       | [ 11 ]       |
| 2009 | World's Greatest Dad                     | Bobcat Goldthwait                   |           |            |       | Sí        | Heather           | [ 12 ]       |
| 2011 | Soul Surfer                              | Sean McNamara                       |           |            |       | Sí        | Alana Blanchard   | [ 13 ]       |
| 2012 | The Cottage                              | Chris Jaymes                        |           |            |       | Sí        | Vanessa           | [ 14 ]       |
| 2014 | The Pimp and the Rose                    | Joey Curtis                         |           |            |       | Sí        |                   | Cortometraje |
| 2015 | Endings, Inc.                            | Emmanuelle Pickett                  |           |            |       | Sí        | Nikki Wheaton     | Cortometraje |
| 2016 | Hacker                                   | Akan Satayev                        |           |            |       | Sí        | Kira              | [ 15 ]       |
| 2016 | Room 105                                 | Ver listaDoug Fox Patrick Mulvihill |           |            |       | Sí        | Sam               | [ 16 ]       |
| 2017 | Life Boat                                | Lorraine Nicholson                  | Sí        | Sí         | Sí    |           |                   | Cortometraje |
| 2018 | On Killer Robots                         | Lorraine Nicholson                  | Sí        | Sí         | Sí    |           |                   | Cortometraje |